# Zielonoświątkowe Zbory Boże Ugandy
Zielonoświątkowe Zbory Boże Ugandy (ang. Pentecostal Assemblies of God Uganda lub PAG) – jeden z największych protestanckich kościołów ewangelicznych w Ugandzie. Założony w mieście Mbale, w 1930 roku i w kilka lat rozprzestrzenił się na cały kraj. PAG ma 505 tysięcy wiernych w 7214 kościołach rozproszonych po całej Ugandzie.